# Børge Ousland
Børge Michael Jangaard Ousland (ur. 31 maja 1962 w Oslo) – norweski polarnik, pisarz i fotograf, znany z wypraw w rejony polarne.
Dorastał na półwyspie Nesodden w Oslo. Z zawodu jest płetwonurkiem. W latach 1984–1993 pracował jako nurek saturacyjny na morzu Północnym. W latach 1989–1991 był członkiem oddziału norweskich morskich sił specjalnych Marinejegerkommandoen. Jest synem ilustratorki Ingrid Jangaard Ousland i bratem rysownika Bjørna Ouslanda.

## Wyprawy

### Grenlandia 1986
W roku 1986 przeszedł na nartach Grenlandię razem z Agnarem Bergiem i Janem Mortenem Ertsaasem. W ciągu 37 dni przeszli z Agmassalik na wschodnim brzegu wyspy do Umanak na zachodnim brzegu – łącznie 800 km w linii prostej.

### Biegun północny 1990
Od 8 marca do 4 maja 1990 Ousland, Geir Randby i Erling Kagge przeszli po paku lodowym z Wyspy Ellesmere’a w Kanadzie na biegun północny, jako pierwsi bez korzystania z psich zaprzęgów oraz dodatkowych źródeł zaopatrzenia. W linii prostej także ta wyprawa wyniosła 800 km. Ousland i Kagge dotarli do celu po 58 dniach. Geir Randby doznał urazu pleców i został ewakuowany samolotem. Z tego powodu po wyprawie pojawiły się zarzuty, że uczestnicy wyprawy otrzymali pomoc z zewnątrz. Kagge i Ousland zostali podjęci samolotem z paku lodowego po tym, jak dotarli do bieguna.

### Biegun północny 1994
Między 2 marca a 22 kwietnia 1994 Ousland pokonał samodzielnie drogę na biegun północny bez dodatkowego zaopatrzenia. Wyprawę rozpoczął na Przylądku Arktycznym na Ziemi Północnej w północnej Syberii. Po tej wyprawie Ousland całkowicie poświęcił się wyprawom.

### Antarktyda 1995
W 1995 Ousland przeszedł jako pierwszy Antarktydę od wybrzeża do wybrzeża, samotnie i bez wsparcia z zewnątrz, przechodząc przy tym przez biegun południowy. W wyniku odmrożeń musiał przerwać wędrówkę niedługo po przejściu bieguna północnego. Tym samym stał się pierwszym człowiekiem, który samotnie dotarł do obu biegunów, nie korzystając ze wsparcia z zewnątrz.

### Antarktyda 1996–1997

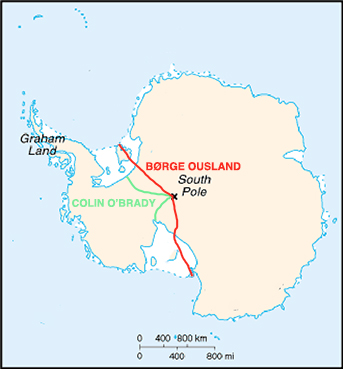
Szlak Ouslanda w 1996–1997

15 listopada 1996 rozpoczął ponowną próbę przejścia Antarktydy od wybrzeża do wybrzeża, samotnie i bez wsparcia z zewnątrz. Wyprawę rozpoczął z Wyspy Berknera na Morzu Weddella. 17 stycznia 1997 dotarł do stacji naukowo-badawczej McMurdo. Łącznie pokonał 2845 km.

### Inne znaczące wyprawy
- Biegun północny podczas nocy polarnej (20 stycznia – 23 marca 2006) – wyprawa narciarska z Mikiem Hornem z Przylądka Arktycznego[4].

- Ziemia Franciszka Józefa (1 maja – 13 sierpnia 2007) – wyprawa narciarsko-kajakowa z bieguna północnego na położoną najdalej na północnym wschodzie wyspę w archipelagu Ziemi Franciszka Józefa, wraz z Thomasem Ulrichem[5].

- Przejście Arktyki przez biegun północny (2001) – z Syberii do Kanady w 82 dni[4].

- Lądolód patagoński (2003) – przejście południowego lądolodu w Patagonii, wraz z Thomasem Ulrichem i bez wsparcia z zewnątrz[6].

- Przepłynięcie przejść północnych (23 czerwca – 23 września 2010) – wraz z Thorleifem Thorleifssonem, Stanisławem Kostiaszkinem i Vincentem Colliardem. Było to pierwsze opłynięcie północnej półkuli w ciągu jednego sezonu żeglarskiego[7].

- Projekt Ice Legacy – seria wypraw mających na celu przejście 20 największych czap lodowych świata w celu udokumentowania dla przyszłych pokoleń zmian zachodzących w lodowcach na skutek zmian klimatu[8]. W wyprawach Ouslandowi towarzyszy Vincent Colliard z Francji.

- Przejście Arktyki (wrzesień–październik 2019) – łączona wyprawa żaglowo-narciarska w towarzystwie Mike’a Horna. Podróżnicy wyruszyli z Alaski i popłynęli do 85 stopnia szerokości geograficznej północnej, po czym wyruszyli na nartach na biegun. Po osiągnięciu celu skierowali się na południe, ku archipelagowi Svalbard i granicy paku lodowego, gdzie zostali podjęci przez statek Lance[1].